# Stefi Luxton
Stefi Luxton (* 29. September 1991 in Auckland) ist eine ehemalige neuseeländische Snowboarderin. Sie startete vorwiegend in der Disziplin Slopestyle.

## Werdegang
Luxton nahm von 2008 bis 2016 an Wettbewerben der World Snowboard Tour und der FIS teil. Dabei wurde sie bei den Juniorenweltmeisterschaften 2010 in Cardrona Siebte im Slopestyle sowie Vierte im Big Air, bei den Snowboard-Weltmeisterschaften 2011 in La Molina Siebte im Slopestyle und bei den Juniorenweltmeisterschaften 2011 in Chiesa in Valmalenco Sechste im Slopestyle. In der Saison 2011/12 startete sie im Stoneham erstmals im Snowboard-Weltcup, wobei sie den 17. Platz im Slopestyle errang und kam bei den Burton Canadian Open in Calgary auf den dritten Platz im Slopestyle. Bei den Snowboard-Weltmeisterschaften 2012 in Oslo belegte sie den 31. Platz im Slopestyle. In der folgenden Saison erreichte sie mit Platz sieben im Slopestyle in Copper Mountain ihre beste Platzierung im Weltcup und zum Saisonende mit dem zehnten Rang im Slopestyle-Weltcup ihre besten Gesamtergebnisse. Beim Saisonhöhepunkt, den Snowboard-Weltmeisterschaften 2013 im Stoneham, errang sie den 22. Platz im Slopestyle. Bei ihrer einzigen Teilnahme im Februar 2014 in Sotschi an Olympischen Winterspielen kam sie auf den 16. Platz im Slopestyle. Ihren siebten und damit letzten Weltcup absolvierte sie im Februar 2015 in Park City, welchen sie auf dem 29. Platz im Slopestyle beendete.

## Teilnahmen an Weltmeisterschaften und Olympischen Winterspielen

### Olympische Winterspiele
- 2014 Sotschi: 16. Platz Slopestyle

### Snowboard-Weltmeisterschaften
- 2011 La Molina: 7. Platz Slopestyle
- 2012 Oslo: 31. Platz Slopestyle
- 2013 Stoneham: 22. Platz Slopestyle

## Weltcup-Gesamtplatzierungen
| Saison  | Freestyle | Freestyle | Slopestyle | Slopestyle |
| Saison  | Punkte    | Platz     | Punkte     | Platz      |
| ------- | --------- | --------- | ---------- | ---------- |
| 2011/12 | 140       | 58.       | 140        | 17.        |
| 2012/13 | 470       | 36.       | 470        | 10.        |
| 2013/14 | 294       | 65.       | 294        | 33.        |